# Peyrecave
 Peyrecave  es una población y comuna francesa, ubicada en la región de Occitania, departamento de Gers, en el distrito de Condom y cantón de Miradoux.

## Demografía
| 162 | 140 | 129 | 120 | 105 | 82 |
| Para los censos de 1962 a 1999 la población legal corresponde a la población sin duplicidades (Fuente: INSEE [Consultar]) |     |     |     |     |    |